# Unión Deportiva San Sebastián de los Reyes

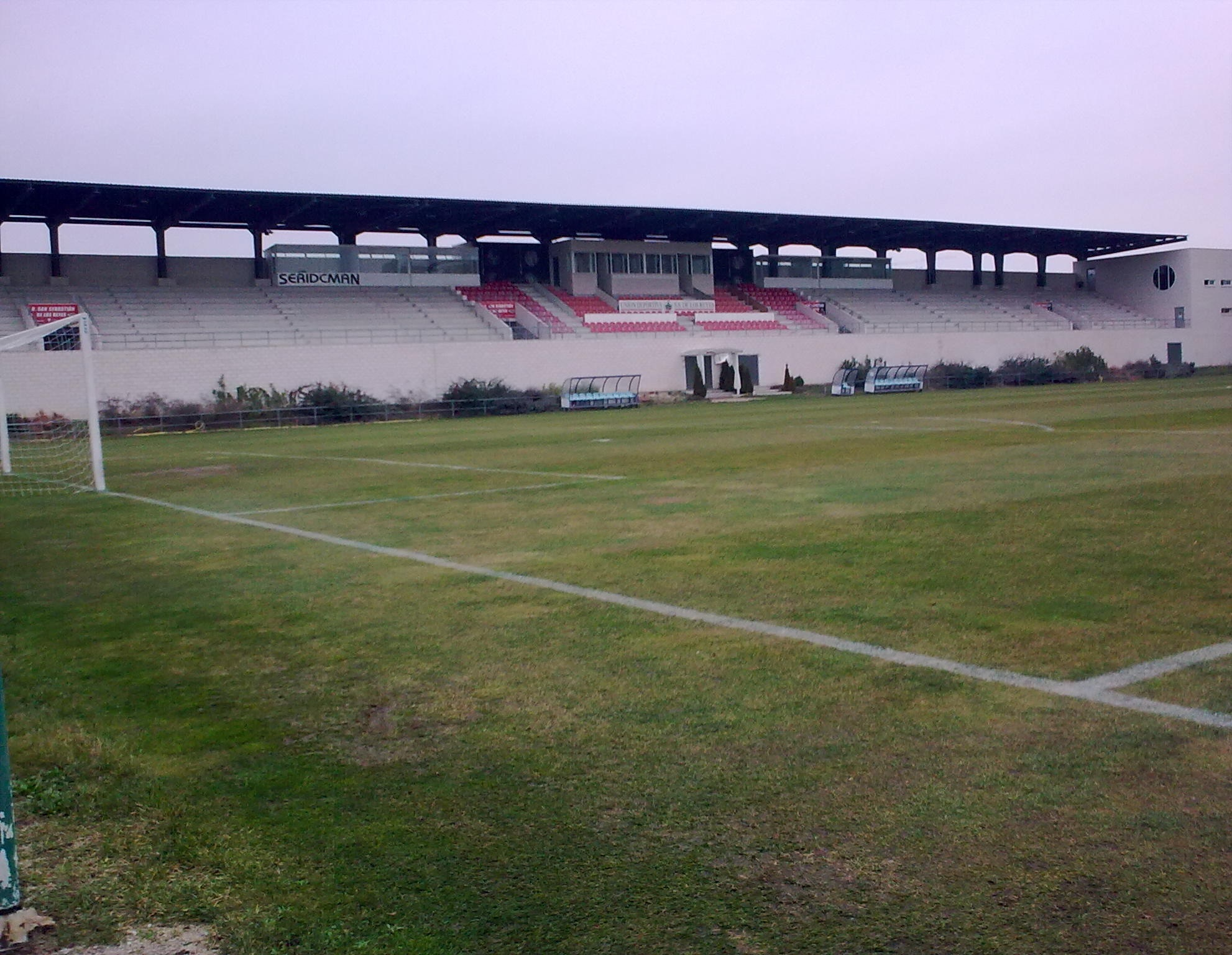
Estadi Nuevo Matapiñonera

La Unión Deportiva San Sebastián de los Reyes és un club de futbol de la ciutat de San Sebastián de los Reyes, a la Comunitat de Madrid. Actualment juga a la Primera Divisió RFEF.

## Història
El Sanse va néixer l'any 1971. Després de 14 anys a les categories regionals madrilenyes, el 1985 va debutar a Tercera divisió i el 1987 a Segona B, gràcies a l'ampliació d'aquesta categoria a quatre grups. Des de llavors, el Sanse es va convertir en un equip ascensor, militant a la categoria de bronze en quatre etapes diferents, en les quals ha arribat a finalitzar tres vegades en sisena posició (1995, 2000 i 2007).
Al juny del 2011 el Sanse va pujar a categoria de bronze per cinquena vegada, després d'eliminar el Villaralbo, el Cerceda i el Tudelano.

## Uniforme
- Equipació principal: samarreta blanca amb una franja horitzontal vermella, pantaló i mitges blanques.
- Equipació suplent: samarreta vermella amb una franja horitzontal blanca, pantaló i mitges vermelles.

## Estadis
El Sanse juga els seus partits com a local al Nuevo Matapiñonera, un camp per a 3.000 espectadors i gespa natural. El primer camp del Sanse va ser el Campo de Deportes de la UD San Sebastián de los Reyes, més conegut com a Matapiñoneras, i estava situat a la mateixa ubicació que l'estadi actual.

## Dades del club
- Temporades a Primera Divisió: 0
- Temporades a Segona Divisió A: 0
- Temporades a Segona Divisió B: 14 (comptant la 2011-12)
- Temporades a Tercera Divisió: 13
- Millor classificació a la lliga: 6è (Segona B, temporades 1994-95, 1999-00 i 2006-07)
- Pitjor classificació en categoria nacional: 16è (Tercera, temporada 1991-92)

## Palmarès
- Tercera (2): 2001-02 i 2002-03.